# Уалидия
Уалиди́я или Валиди́я (араб. الوليدية‎) — небольшой курортный город и центр одноимённой сельской коммуны в Марокко. Расположена в провинции Сиди-Беннур области Касабланка — Сеттат на побережье Атлантического океана между Эль-Жадидой и Сафи, в 158 км к югу от Касабланки.

## Географическое положение
Центр города располагается на высоте 76 метров над уровнем моря.

## История
Город носит имя шерифа Аль-Валида, одного из правителей династии Саадитов. В верхней части города сохранились развалины касбы, построенной в 1634 году в годы его правления.
До образования в 2009 году новой провинции Сиди-Беннур курорт входил в состав провинции Эль-Жадида.

## Экономика
Основными ресурсами города являются разведение устриц, рыболовство и туризм.

## Достопримечательности
Главными достопримечательностями города являются лагуна с её пляжами и устричными фермами, бывшая вилла короля Мухаммеда V и развалины касбы.